# 신영섭 (스키 선수)
신영섭(2005년 5월 28일~)은 대한민국의 프리스타일 스키 선수로 주 종목은 슬로프스타일과 빅 에어이다. 2025년 동계 아시안 게임에서 남자 슬로프스타일 은메달을 획득했다.

## 경력
신영섭은 2022년 3월 스위스 레쟁에서 열린 2022년 세계 주니어 선수권 대회에서 슬로프스타일 부문 53위를 기록했다.
2023년 8월 뉴질랜드 카드로나에서 열린 2023년 세계 주니어 선수권 대회에서 슬로프스타일 부문 45위, 빅 에어 부문 31위를 기록했다. 그 해 12월 미국 코퍼마운틴에서 열린 빅 에어 월드컵에서 44위를 기록하면서 프리스타일 월드컵에 데뷔했다. 
신영섭은 2025년 2월 중화인민공화국 하얼빈에서 열린 2025년 동계 아시안 게임에 참가했다. 그는 슬로프스타일에서 5위를 했고 빅 에어 부문에서 일본의 가사무라 라이와 대표팀 동료인 윤종현의 뒤를 이어 동메달을 획득했다.